# Бузилевич, Александр Викторович
Александр Викторович Бузиле́вич (8 мая 1941, Киев — 8 февраля 2018, Киев) — советский кинооператор.

## Биография
Родился 8 мая 1941 года в Киеве (ныне Украина). В 1976 году окончил ВГИК (преподавателем был П. Ногин).
Работал механиком-осветителем на Киевской киностудии художественных фильмов (1958—1965), ассистентом оператора и оператором студии «Укртелефильм» (1965—1990).
Председатель правления творческой студии «Аккорд». Член СКУ. Был у истоков телеканала «Рада». По состоянию на 2002 год работал телеоператором в Дирекции телерадиопрограмм Верховной Рады Украины.
Скончался 8 февраля 2018 года в Киеве. Похоронен на Байковом кладбище.

## Фильмография
- 1968 — Начертательная геометрия, диплом Международного кинофестиваля учебных фильмов в Токио
- 1969 — Крылья Родины
- 1970 — Лицом к солнцу, диплом кинофестиваля в Жданове
- 1971 — Золотые литавры; Эх, песня-чудо! (совместно с соавторами); Ивасик-Телесик
- 1972 — Рим, 17...; Приключения Пешкина; Платон Кречет
- 1973 — Корабль влюблённых
- 1974 — Лето в Журавлином; София Ротару
- 1975 — Песня всегда с нами
- 1976 — Хор народный (совместно с соавторами); Карпатские узоры, приз жюри VII Всесоюзного фестиваля телефильмов в Ленинграде, 1977
- 1977—300 шахтёрских лет; Люди на земле
- 1978 — Малыш, приз СК СССР, Владивосток, 1979
- 1979 — Возрождение
- 1981 — А лён цветёт…; Слово о Киеве
- 1982 — В каждом сердце — голос Родины
- 1983 — Компаньоны; Этот неугомонный Аркадий Васильевич
- 1984 — Карадаг — земля заповедная
- 1985 — Артековцы
- 1986 — Дом отца твоего; Там, где Ятрань круто вьётся
- 1988 — Владимир-Волынский; Провинциальная история (совместно с соавторами)

Являлся автором либретто к музыкальному фольклорно-художественного 7-серийного телефильма «Поэтическая летопись украинского народа» (1989—1995).

## Награды и премии
- Государственная премия УССР имени Т. Г. Шевченко (1980) — за съёмки публицистического документального телевизионного фильма «Возрождение» по книге Л. И. Брежнева